# St. John (Kansas)
St. John is een plaats (city) in de Amerikaanse staat Kansas, en valt bestuurlijk gezien onder Stafford County.

## Demografie
Bij de volkstelling in 2000 werd het aantal inwoners vastgesteld op 1318.

## Geografie
Volgens het United States Census Bureau beslaat de plaats een oppervlakte van
4,7 km², geheel bestaande uit land.

## Plaatsen in de nabije omgeving
De onderstaande figuur toont nabijgelegen plaatsen in een straal van 28 km rond St. John.